# Ida Ingemarsdotter
Ida Maria Erika Ingemarsdotter (Sveg, 26 de abril de 1985) es una deportista sueca que compitió en esquí de fondo.
Participó en dos Juegos Olímpicos de Invierno, obteniendo dos medallas en Sochi 2014, oro en la prueba de relevo (junto con Emma Wikén, Anna Haag y Charlotte Kalla) y bronce en velocidad por equipo (con Stina Nilsson).
Ganó seis medallas en el Campeonato Mundial de Esquí Nórdico entre los años 2011 y 2015.

## Palmarés internacional
| Juegos Olímpicos   | Juegos Olímpicos       | Juegos Olímpicos  | Juegos Olímpicos     |
| Año                | Lugar                  | Medalla           | Prueba               |
| ------------------ | ---------------------- | ----------------- | -------------------- |
| 2014               | Sochi (Rusia)          | Medalla de oro    | Relevo 4 × 5 km      |
| 2014               | Sochi (Rusia)          | Medalla de bronce | Velocidad por equipo |
| Campeonato Mundial |                        |                   |                      |
| Año                | Lugar                  | Medalla           | Prueba               |
| 2011               | Oslo (Noruega)         | Medalla de oro    | Velocidad por equipo |
| 2011               | Oslo (Noruega)         | Medalla de plata  | Relevo 4 × 5 km      |
| 2013               | Val di Fiemme (Italia) | Medalla de plata  | Velocidad individual |
| 2013               | Val di Fiemme (Italia) | Medalla de plata  | Velocidad por equipo |
| 2013               | Val di Fiemme (Italia) | Medalla de plata  | Relevo 4 × 5 km      |
| 2015               | Falun (Suecia)         | Medalla de plata  | Velocidad por equipo |